# Fajã do Nortezinho
A Fajã do Nortezinho é uma fajã que pertence à freguesia de Santo Antão (Calheta), Concelho da Calheta e costa Norte da ilha de São Jorge. Fica entre a Fajã do Norte Estreito e a Fajã dos Cubres.
Outrora houve ali algumas pequenas casas, agora desaparecidas uma vez que foram abandonadas, onde as pessoas pernoitavam quando iam invernar o gado e cultivar as terras.
Actualmente só o gado fica lá durante o Inverno, sendo este sítio também conhecido por Cerrado do Norte.